# Сержант Йорк
„Сержант Йорк“ (на английски: Sergeant York) е биографичен игрален филм – историческа военна драма, излязъл по екраните през 1941 година, режисиран от Хауърд Хоукс с участието на Гари Купър и Уолтър Бренан.

## Сюжет
Филмът разказва историята на реално съществувалото лице Алвин Йорк, който се превръща в национален герой на САЩ от Първата световна война. Участие в написването на адаптирания сценарий, по дневника на Йорк, вземат няколко сценаристи, сред които е и името на знаменития режисьор Джон Хюстън.

## В ролите
| Актьор             | Роля              |
| ------------------ | ----------------- |
| Гари Купър         | Алвин Йорк        |
| Уолтър Бренан      | пастор Розие Пайл |
| Джоан Лесли        | Грейс Уилямс      |
| Джордж Тобиас      | Рос               |
| Станли Риджис      | майор Бъхтън      |
| Маргарет Уичерли   | майката на Йорк   |
| Уард Бонд          | Айк Боткин        |
| Ноа Бийри - младши | ък Липскомб       |
| Джун Локхарт       | узи Йорк          |
| Дики Мур           | Джордж Йорк       |

## Награди и номинации
Филмът донася голям финансов успех на компанията Уорнър Брадърс. Номиниран е в единадесет категории на четиринадесетата церемония за наградите „Оскар“, печелейки две от тях. През 2008 година, „Сержант Йорк“ е избран като културно наследство за опазване в Националния филмов регистър към Библиотеката на Конгреса на САЩ.